# José Eduardo da Costa Meneses
José Eduardo da Costa Meneses war ein portugiesischer Offizier und Kolonialverwalter. Von 1864 bis 1865 war er Gouverneur von Portugiesisch-Timor.

## Dienst auf Timor
Gegen den Vorgänger von Meneses, José Manuel Pereira de Almeida (1863 bis 1864), rebellierten seine Soldaten in der Kolonie, da es mangels Barmittel immer wieder zu Verzögerungen bei der Auszahlung des Soldes kam und Almeida einen diktatorischen Führungsstil pflegte. Almeida musste aus der Kolonie fliehen. Bis zum Eintreffen von Meneses führte zwei Monate lang ein Conselho Governativo die Verwaltung der Kolonie. Meneses blieb nichts anderes übrig, als für den ausbleibenden Sold einen Kredit beim benachbarten Generalgouverneur von Niederländisch-Indien aufzunehmen. Als Meneses aufgrund einer Krankheit 1865 nach Lissabon zurückkehrte, wurde er vor Gericht gestellt, da er mit der Kreditaufnahme seine Kompetenzen überschritten hatte. Meneses starb während des Verfahrens. Francisco Teixeira da Silva, sein Nachfolger als Gouverneur musste die unliebsamen Folgen der Meuterei beseitigen. Beförderungen und Solderhöhungen durch seinen Vorgänger nahm Silva aber zurück.